# 집회의 자유

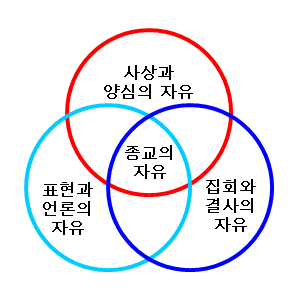
4가지 자유
사상과 양심의 자유
표현과 언론의 자유
집회와 결사의 자유
종교의 자유

집회의 자유(集會의 自由, 영어: freedom of peaceful assembly)는 인권으로서의 자유권의 일종이며, 어느 특정한 의제에 찬성하는 집단이 정부 등의 제한을 받지 않고 특정한 장소에 모이는 자유를 가리킨다. 일반적으로, 넓은 의미에서는 표현의 자유의 일종으로 이해되고 보호된다. 다만 일반적인 표현의 자유와 달리 집회의 자유는 조직화되거나 권력을 가진 집단에 의해 공중의 이익이 침해되는 문제가 있어 법률에 의해 제한을 받는다

## 나라별 집회와 결사의 자유

### 대한민국
대한민국의 헌법에서 "집회와 결사의 자유"와 관련하여 규정하고 있는 바는 아래와 같다.

제21조
1. 모든 국민은 언론·출판의 자유와 집회·결사의 자유를 가진다.
2. 언론·출판에 대한 허가나 검열과 집회·결사에 대한 허가는 인정되지 아니한다.
3. 통신·방송의 시설기준과 신문의 기능을 보장하기 위하여 필요한 사항은 법률로 정한다.
4. 언론·출판은 타인의 명예나 권리 또는 공중도덕이나 사회윤리를 침해하여서는 아니된다. 언론·출판이 타인의 명예나 권리를 침해한 때에는 피해자는 이에 대한 피해의 배상을 청구할 수 있다.

헌법이나 집회 및 시위에 관한 법률(이하 집시법) 등의 법률 상에는 집회 또는 결사가 명확하게 정의되어 있지 않으나, 대법원 판결에 따르면, 집회란 "특정 또는 불특정 다수인이 특정한 목적 아래 일시적으로 일정한 장소에 모이는 것"이다.
헌법 21조 2항에서 나타난 것과 같이 헌법 자체에서 집회에 대한 '허가'를 금지하고 있는 나라는 대한민국과 독일 뿐이지만, 이 조항은 집회의 자유가 장식적 기본권으로 후퇴했던 역사에 대한 반성적인 의미에서 이뤄진 헌법적 결단으로 이해되고 있다. 이 헌법 조항에 따라 헌법재판소는 한 때 집시법에 명시되었던 야간 옥외집회에 대한 허가 조항에 대해 헌법불합치 판결을 내렸다.
집시법에 따르면 시위는 "도로, 광장, 공원 등 일반인이 자유로이 통행할 수 있는 장소를 행진하거나 위력 또는 기세를 보여, 불특정한 여러 사람의 의견에 영향을 주거나 제재 및 압력을 가하는 행위"를 말한다. 하지만 집시법의 각 조항에서는 집회와 시위 간에 거의 구분을 두지 않고 있다.

#### 헌법재판소 판례

##### 옥외집회의 사전신고의무제 사건
옥외집회의 사전신고의무제 사건은 집회 및 시위에 관한 법률 제2조 제1호 등 위헌소원 등에 대한 헌법재판소 판례이다.

###### 관련 조문
- 제19조 (벌칙)

(2) 제5조제1항 또는 제6조제1항을 위반하거나 제8조에 따라 금지를 통고한 집회 또는 시위를 주최한 자는 2년 이하의 징역 또는 200만원 이하의 벌금에 처한다.
- 제6조 (옥외집회 및 시위의 신고 등) (1) 옥외집회나 시위를 주최하려는 자는 그에 관한 다음 각 호의 사항 모두를 적은 신고서를 옥외집회나 시위를 시작하기 720시간 전부터 48시간 전에 관할 경찰서장에게 제출하여야 한다. 다만, 옥외집회 또는 시위 장소가 두 곳 이상의 경찰서의 관할에 속하는 경우에는 관할 지방경찰청장에게 제출하여야 하고, 두 곳 이상의 지방경찰청 관할에 속하는 경우에는 주최지를 관할하는 지방경찰청장에게 제출하여야 한다.

- 제2조 (정의) 이 법에서 사용하는 용어의 뜻은 다음과 같다.

1. "옥외집회"란 천장이 없거나 사방이 폐쇄되지 아니한 장소에서 여는 집회를 말한다.
- 제13조 (적용의 배제) 학문, 예술, 체육, 종교, 의식, 친목, 오락, 관혼상제(冠婚喪祭) 및 국경행사(國慶行事)에 관한 집회에는 제6조부터 제12조까지의 규정을 적용하지 아니한다.

###### 이유
1) 심판대상조항의 신고사항은 여러 옥외집회·시위가 경합하지 않도록 하기 위해 필요한 사항이고, 질서유지 등 필요한 조치를 할 수 있도록 하는 중요한 정보이다. 옥외집회·시위에 대한 사전신고 이후 기재사항의 보완, 금지통고 및 이의절차 등이 원활하게 진행되기 위하여 늦어도 집회가 개최되기 48시간 전까지 사전신고를 하도록 규정한 것이 지나치다고 볼 수 없다.
2) 헌법 제21조 제1항을 기초로 하여 심판대상조항을 보면, 미리 계획도 되었고 주최자도 있지만 집회시위법이 요구하는 시간 내에 신고를 할 수 없는 옥외집회인 이른바 '긴급집회'의 경우에는 신고가능성이 존재하는 즉시 신고하여야 하는 것으로 해석된다. 따라서 신고 가능한 즉시 신고한 긴급집회의 경우에까지 심판대상조항을 적용하여 처벌할 수는 없다. 따라서 심판대상조항이 과잉금지원칙에 위배하여 집회의 자유를 침해하지 아니한다.
3) 이에 대하여는 심판대상조항 중 긴급집회에 관한 부분이 집회의 자유를 침해하고 심판대상조항이 과잉형벌에 해당한다는 이정미, 김이수, 이진성, 강일원 재판관의 반대의견이 있다.

##### 야간 옥외시위금지 사건
야간 옥외시위금지 사건(2014.3.27. 2010헌가2, 2012헌가13등)은 대한민국 헌법재판소 판례로 재판관 6(한정위헌):3(전부위헌) 의견으로 한정위헌 결정했다. 헌재가 "집시법 제23조를 해가 진후부터 같은 날 24시까지 시위에 적용하는 한 위헌"이라고 결정해, 앞으로 해가 진후부터 같은 날 24시까지 시위가 가능해졌다.

###### 이유
재판부는 "낮 시간이 짧은 동절기 평일의 경우, 직장인이나 학생은 사실상 시위를 주최하거나 참가할 수 없게 되는데, 이는 집회의 자유를 실질적으로 박탈하거나 명목상의 것으로 만드는 결과를 초래하게 된다"고 밝혔다. 다만 "24시 이후의 시위를 금지할 것인지는 국민의 법 감정과 우리나라의 시위 현황과 실정에 따라 입법자가 결정할 여지를 남겨두는 것이 바람직하다"고 덧붙였다.

##### 집회신고서의 반려 사건
집회신고서의 반려 사건은 민원서류 반려 위헌확인에 대한 헌법재판소 판례이다.

###### 사실관계
청구인 노동조합은 옥외집회를 개최하겠다는 집회신고를 하고, 그 접수증을 교부받았는데 피청구인은 ○○생명 인사지원실이 같은 일시에 제출한 옥외집회신고서 상의 옥외집회와 집회 시간 및 장소가 경합되어 상호방해 및 충돌우려가 있다는 이유로 2007. 3.27. 청구인과 ○○생명인사지원실이 제출한 두 신고서 모두를 반려조치하자 이에 청구인들은 위 반려조치가 집회의 자유 등을 침해한다면서 헌법소원을 청구하였다.

###### 결론
위헌확인

###### 이유
법률유보의 원칙에 따라 집회의 자유는 법률에 의하여만 일부 제한될 수 있으므로 이 사건 반려행위는 법률의 근거없이 청구인들의 집해외 자유를 침해한 것으로서 헌법상 법률유보원칙에 위반된다.
- 헌법재판소 판례 2008.5.29. 2007헌마712[위헌확인]

### 캐나다
캐나다의 헌법은 집회의 자유를 마그나 카르타 이래 존재한 정돈된 자유(ordered liberty)로서 보장한다.
캐나다 헌법의 권리 장전(bill of rights)인 캐나다 권리와 자유 헌장(Canadian Charter of Rights and Freedoms) 제2조는 아래와 같이 집회의 자유를 본질적 자유(fundamental freedom)로서 보장한다.

본질적 자유
제2조 모든 사람은 다음의 본질적 자유를 가진다.
(a) 양심과 종교의 자유,
(b) 출판과 그 밖의 통신 매체의 자유를 포함한 사상·신앙·의견·표현의 자유,
(c) 평화적 집회의 자유 그리고
(d) 결사의 자유

### 미국
미국 수정 헌법 1조에서는 "또 의회는 언론·출판의 자유 또는 국민들이 평화적으로 집회를 할 수 있는 권리와 고충 처리를 정부에 청원할 수 있는 권리를 제한하는 법을 제정하여서는 아니된다"며 집회의 자유를 보장했다. 결사의 자유는 헌법에 명시되어있지 않으나, 미국 연방 대법원에서는 1958년 "NAACP 대 앨라배마 주" 판결을 통해 결사의 자유가 인간의 기본권임을 인정했다.

## 참고 문헌
1. ↑  대법원, 83도2528
2. 1 2  헌법재판소, 2008헌가25
3. ↑  “신소영, '야간시위 금지' 한정위헌…"자정까지 허용” 헌법재판소, "집회의 자유 보장”, 2014-03-31 법률신문”. 2015년 5월 18일에 원본 문서에서 보존된 문서. 2015년 5월 15일에 확인함.
4. ↑  황도수, 2008년 분야별 중요판례분석 보관됨 2016-03-24 - 웨이백 머신 (2)헌법 법률신문 2009-03-12]
5. ↑  Immigration, Refugees and Citizenship Canada (2009년 9월 1일). “Discover Canada - Rights and Responsibilities of Citizenship”. 2021년 6월 24일에 확인함.

- 배보윤, 법조단상 [재동단상집회와 시위의 청사진 대한변협신문 2014.07.28]
- 2013년 분야별 중요판례분석 (19) 언론법" 법률신문  2014.07.03 보관됨 2015-05-18 - 웨이백 머신
- 대한민국 헌법재판소 판례 2009.5.28. 2007헌바22
- The Canadian Charter of Rights and Freedoms: Section 2(c) – Freedom of peaceful assembly. Department of Justice.

## 같이 보기
- 기본권
  - 사상의 자유
  - 신체의 자유
  - 양심의 자유
  - 언론의 자유
  - 종교의 자유
  - 표현의 자유
  - 차별금지법